# Gestein des Jahres
Gestein des Jahres ist eine Auszeichnung, die seit 2007 vom Berufsverband Deutscher Geowissenschaftler (BDG), anfänglich zusammen mit der Deutschen Gesellschaft für Geowissenschaften (DGG), verliehen wird. Die Verleihung erfolgt nach Vorschlag durch das Kuratorium Gestein des Jahres, in dem neben Vertretern des BDG auch Experten aus geologischen Landesämtern, der Bundesanstalt für Geowissenschaften und Rohstoffe, aus dem Geotourismus sowie der Rohstoff- und Natursteinindustrie (Bundesverband Mineralische Rohstoffe, MIRO) sitzen. Ziel ist es, Gesteine sowohl hinsichtlich ihrer geologischen Entstehung als auch in ihrer Nutzung in Wirtschaft und Gesellschaft – sowie die Geologie und die Geowissenschaften insgesamt – der Öffentlichkeit zu präsentieren, im Wesentlichen durch themenbezogene Veranstaltungen und Publikationen. Die Idee zu dieser Aktion hatte 2006 der damalige BDG-Vorsitzende Werner Pälchen. 
Die Gesteine werden nach ihrer Entstehung in drei große Gruppen (Klassen) unterteilt: magmatische Gesteine (Erstarrungsgesteine; entstehen durch die Kristallisation einer Gesteinsschmelze), Sedimentgesteine (Ablagerungsgesteine; entstehen durch Ablagerung und Verdichtung von verwittertem und umgelagertem Material) und metamorphe Gesteine (Umwandlungsgesteine; entstehen durch Umwandlung aus anderen Gesteinen durch hohen Druck und/oder hohe Temperatur). Beim Gestein des Jahres wird darauf geachtet, dass die drei Gesteinsklassen gleichermaßen vertreten sind.
Zum Gestein des Jahres veröffentlicht der BDG ein umfangreicheres Faltblatt und ein Plakat, außerdem weitere Materialien auf seiner Internetseite. In der Regel erstellt der Bundesverband Mineralische Rohstoffe (MIRO) eine Broschüre. Einige der Geologischen Landesämter publizieren ebenfalls Faltblätter und Online-Informationen.  
Im Jahr 2023 setzt sich das Kuratorium aus folgenden Mitgliedern zusammen: Manuel Lapp (Sächsisches Landesamt für Umwelt, Landwirtschaft und Geologie, Freiberg), Angela Ehling (Bundesanstalt für Geowissenschaften und Rohstoffe (BGR), Berlin), Andreas Günther-Plönes (Berufsverband Deutscher Geowissenschaftler (BDG), Bonn), Christof Ellger (GeoUnion Alfred-Wegener-Stiftung, Potsdam), Ina Pustal (Thüringer Landesamt für Umwelt, Bergbau und Naturschutz), Malte Junge (Naturhistorisches Museum Bern, Erdwissenschaften), Alessandra Erbe (TU Bergakademie Freiberg). Sprecher des Kuratoriums ist seit dem 28. Juni 2018 Manuel Lapp.
| Jahr      | Gestein                 | Abbildung                                                        |
| --------- | ----------------------- | ---------------------------------------------------------------- |
| 2007      | Granit                  | Typischer, mittelkörniger Granit Sorte Strehlener Granit (Polen) |
| 2008      | Sandstein               | Sandsteinoberfläche                                              |
| 2009      | Basalt                  | Basaltsäulen im Querschnitt                                      |
| 2010      | Kalkstein               | Marès, ein Kalkarenit von Mallorca                               |
| 2011      | Tuff                    | Tufo Giallo aus Viterbo, Italien                                 |
| 2012      | Quarzit                 | Quarzitschichtung                                                |
| 2013      | Kaolin                  | Kaolin                                                           |
| 2014      | Phonolith               | Phonolith (Variätät Tinguait), Schweden                          |
| 2015      | Gneis                   | Bändergneis, Geröll vom Ufer des Baikalsees                      |
| 2016      | Sand                    | Quarzsandkörner aus Uhry (Königslutter)                          |
| 2017      | Diabas                  | olivinhaltiger Diabas                                            |
| 2018      | Steinkohle              | Anthrazit                                                        |
| 2019      | Schiefer                | Marcellus Shale                                                  |
| 2020/2021 | Andesit                 | Andesit                                                          |
| 2022      | Gips- und Anhydritstein | Gipsgestein aus dem Mittleren Devon von Ohio, USA                |
| 2023      | Grauwacke               |                                                                  |
| 2024      | Suevit                  |                                                                  |
| 2025      | Ton                     |                                                                  |